# Hrabstwo Renfrew
Hrabstwo Renfrew (ang. Renfrew County) – jednostka administracyjna kanadyjskiej prowincji Ontario leżąca na wschodzie prowincji.
Hrabstwo ma 97 545 mieszkańców. Język angielski jest językiem ojczystym dla 88,8%, francuski dla 5,1% mieszkańców (2006).
W skład hrabstwa wchodzą:
- kanton Admaston-Bromley
- miasto (town) Arnprior
- kanton Bonnechere Valley
- kanton Brudenell, Lyndoch and Raglan
- miasto (town) Deep River
- kanton Greater Madawaska
- kanton Head, Clara and Maria
- kanton Horton
- kanton Killaloe, Hagarty and Richards
- miasto (town) Laurentian Hills
- kanton Laurentian Valley
- kanton Madawaska Valley
- kanton McNab-Braeside
- kanton North Algona Wilberforce
- miasto (town) Petawawa
- miasto (town) Renfrew
- kanton Whitewater Region

Na potrzeby statystyk miasto (city) Pembroke wliczane jest do hrabstwa Renfrew, nie jest jednak przez nie zarządzane.